# Ramonia absconsa
Ramonia absconsa är en lavart som först beskrevs av Edward Tuckerman, och fick sitt nu gällande namn av Vezda. Ramonia absconsa ingår i släktet Ramonia och familjen Gyalectaceae.   Inga underarter finns listade i Catalogue of Life.